# رضا کلانتری
رضا کلانتری (۱۳ مهرماه ۱۳۶۱–۲۳ دی‌ماه ۱۳۸۰)،از دبیرستان علامه حلی تهران، برنده مدال طلا و عضو تیم شش نفره المپیاد شیمی کشوری در سال ۱۳۷۷ بود و در سی و یکمین المپیاد جهانی شیمی که در تایلند در سال ۱۹۹۹ برگزار شد به مدال طلا دست یافت.
وی در ۲۳ دی‌ماه سال ۱۳۸۰ در ۱۹ سالگی به دلیل ایست قلبی درگذشت.وی در بهشت زهرا تهران قطعه ۴۳ ردیف ۹۲ شماره ۹ به خاک سپرده شد.